# 范鳳翼
范鳳翼（16世紀—17世紀），字異羽，號太蒙（太濛），揚州府通州人，明朝、南明政治人物。

## 生平
萬曆二十五年（1597年）舉丁酉科應天鄉試，萬曆二十六年（1598年）聯捷戊戌科進士，户部觀政，次年十月授直隶滦州知州，本月奏请改任教职，二十八年授順天儒学教授，次年轉為國子監助教，三十六年（1608年）三月升戶部雲南司主事，監督南新倉及濟陽倉，清查積存穀米六十萬石；之後歷任吏部驗封、考功、文選主事與稽勳員外郎、郎中。他提出用賢遠奸，重用高攀龍、顧憲成，罷黜楊檟、杜縻，招惹嫉妒，萬曆四十五年（1617年）降為長蘆運判。
天啟初年，范鳳翼得起用為工部營繕主事，三年（1623年）陞任尚寶丞、少卿，因為歸屬東林罷職。崇禎帝繼位，恢復他原官，弘光帝時和周宗文、徐二采、陸彬一同授予光祿少卿。南京淪亡，他主持北山詩社山茨社，士人奉他為品目。

## 引用
1. 1 2  錢海岳《南明史·卷三十二·列傳第八》：（范）鳳翼，字異羽，揚州通州人。萬曆二十六年進士。授順天教授，轉國子助教，戶部雲南司主事，監南新、濟陽倉，清核積米六十萬石。歷驗封、考功、文選主事，稽勳員外郎、郎中。
2. ↑  《萬曆二十六年戊戌科進士履歷》：范凤翼，大蒙，诗五房，戊寅四月二十三日生。通州人，丁酉九十四，会三十六，三甲四十。户部政，己亥十月授直隶滦州知州，本月奏改教，庚子授順天府授，辛丑升国子监助教，壬寅给缺送子述卿，癸卯复补助教，乙巳丁母憂，戊申补助教，三月升户部云南司主事，管南新、济阳二仓，己酉调吏部验封司主事，调考功司，庚戌调文选司，本年升稽勋司员外，本年养病，丁巳降长芦运判，壬戌升工部主事，癸亥改尚寶司丞，乙丑升少卿，丙寅为民。曾祖九州。祖希韻。父佳龍，选贡。
3. ↑  錢海岳《南明史·卷三十二·列傳第八》：時范鳳翼、周宗文、徐二采、陸彬皆授光祿少卿……（范鳳翼）以用賢遠奸為主，進高攀龍、顧憲成，黜楊檟、杜縻，忌者交至。降長蘆運判。天啟初，起營繕主事，擢尚寶丞、少卿。以東林落職。崇禎改元，復原官。南京亡，主北山山茨社，士大夫奉為品目。